# Тарік Тіссудалі
Тарік Тіссудалі (нід. Tarik Tissoudali, араб. طارق تيسودالي, нар. 2 квітня 1993, Амстердам) — нідерландський і марокканський футболіст, лівий вінгер грецького клубу ПАОК і національної збірної Марокко.

## Клубна кар'єра
Народився 2 квітня 1993 року в Амстердамі. Вихованець низки місцевих юнацьких команд.
У дорослому футболі дебютував 2014 року виступами за команду «Телстар», в якій провів два сезони, взявши участь у 73 матчах чемпіонату.
Влітку 2016 року перейшов до французького «Гавра». У новому клубі провів декілька ігор за другу команду, після чого 2017 року був відданий в оренду на батьківщину споачатку до «Камбюра», згодом до «ВВВ-Венло», а насступного року — до «Де Графсхапа».
Влітку 2018 року, так й не дебютувавши за головну команду «Гавра», перебрався до Бельгії, де уклав контракт із клубом «Беєрсхот-Вілрейк», де провів наступні два з половиною сезони своєї ігрової кар'єри.
1 лютого 2021 року за 750 тисяч євро перейшов до «Гента».
У липні 2024 року підписав угоду на два роки з ПАОКом.

## Виступи за збірні
Маючи марокканське коріння, протягом 2016–2017 років залучався до складу молодіжної збірної Марокко. На молодіжному рівні зіграв у 3 офіційних матчах, забив 1 гол.
2022 року дебютував в офіційних матчах у складі національної збірної Марокко. У складі збірної був учасником Кубка африканських націй 2021 року, що проходив на початку 2022 року в Камеруні.
| Дата       | Місто        | Господарі | Результат  | Гості             | Турнір                                        | Голи | Примітки |
| ---------- | ------------ | --------- | ---------- | ----------------- | --------------------------------------------- | ---- | -------- |
| 10-1-2022  | Яунде        | Марокко   | 1 – 0      | Гана              | Кубок африканських націй 2021 - груповий етап | -    | 78'      |
| 14-1-2022  | Яунде        | Марокко   | 2 – 0      | Коморські Острови | Кубок африканських націй 2021 - груповий етап | -    | 65'      |
| 18-1-2022  | Яунде        | Габон     | 2 – 2      | Марокко           | Кубок африканських націй 2021 - груповий етап | -    | 89'      |
| 30-1-2022  | Яунде        | Єгипет    | 2 – 1 д.ч. | Марокко           | Кубок африканських націй 2021 - чвертьфінал   | -    | 110'     |
| 25-3-2022  | Кіншаса      | ДР Конго  | 1 – 1      | Марокко           | Відбір до ЧС 2022                             | 1    | 70'      |
| 29-3-2022  | Касабланка   | Марокко   | 4 – 1      | ДР Конго          | Відбір до ЧС 2022                             | 1    | 80'      |
| 1-6-2022   | Цинциннаті   | США       | 3 – 0      | Марокко           | товариський матч                              | -    | 70'      |
| 9-6-2022   | Рабат        | Марокко   | 2 – 1      | ПАР               | Відбір до Кубка африканських націй 2023       | -    | 60'      |
| 13-6-2022  | Касабланка   | Ліберія   | 0 – 2      | Марокко           | Відбір до Кубка африканських націй 2023       | -    | 85'      |
| 12-6-2023  | Рабат        | Марокко   | 0 – 0      | Кабо-Верде        | товариський матч                              | -    | 83'      |
| 17-6-2023  | Йоганнесбург | ПАР       | 2 – 1      | Марокко           | Відбір до Кубка африканських націй 2023       | -    | 62'      |
| 17-10-2023 | Агадір       | Марокко   | 3 – 0      | Ліберія           | Відбір до Кубка африканських націй 2023       | -    | 74'      |
| 21-11-2023 | Дар-ес-Салам | Танзанія  | 0 – 2      | Марокко           | Відбір до ЧС 2026                             | -    | 81'      |
| 24-1-2024  | Сан-Педро    | Замбія    | 0 – 1      | Марокко           | Кубок африканських націй 2023 - груповий етап | -    | 73'      |
| Усього     |              | Матчів    | 14         |                   | Голів                                         | 2    |          |

## Титули і досягнення
- Володар Кубка Бельгії (1):

«Гент»: 2021–22